# لئوناردو دپلانو
لئوناردو دپلانو (ایتالیایی: Leonardo Deplano؛ زادهٔ ۲۱ ژوئیهٔ ۱۹۹۹) شناگر اهل ایتالیا است.
وی در مسابقات کشوری و بین‌المللی در مجموع برندهٔ ۶ مدال طلا، ۷ مدال نقره، ۴ مدال برنز شده است.